# Bassam Tayara
Pour les articles homonymes, voir Tayara.
 (juillet 2011).
Bassam Tayara (né en 1953 à Beyrouth) est un journaliste libanais, spécialiste de l'Histoire du Japon, il fut journaliste jusqu'en 2011. Il a été correspondant permanent et chef du bureau de plusieurs organes de presse dont le dernier est le quotidien libanais Al-Akhbar. Il a été aussi chargé de cours à l’Université de Cergy-Pontoise, et actuellement chargé de cours à l'Inalco et conférencier au Centre d'études diplomatiques et stratégiques (CEDS).

## Biographie
Né à Beyrouth en 1953, diplômé de mathématiques et docteur de Langues, littérature et sociétés, il entreprend l’étude de la langue japonaise en parallèle à son activité professionnelle: journaliste dans la presse arabe. Diplômé de l'Institut National de Langues et de Civilisations Orientales - Langues’O - Boursier du gouvernement japonais, il est chercheur à l’Université des Langues étrangères d’[Osaka] (Gaidai ) où il travaille sur les méthodes d’apprentissage de la langue japonaise aux arabophones. Docteur en Langues, littératures et sociétés, l'intitulé de sa thèse est L’Ouverture du Japon sur le monde arabo-islamique jusqu’à la Seconde Guerre mondiale : utilitarisme et pragmatisme.

## Activités
- Chargé de cours à l'Institut National des Langues et Civilisations Orientales (Inalco)
- Chargé de cours à l'université de Cergy-Pontoise (2007-2011)
- Al-Akhbar  Correspondant à Paris (2006 - 2011)
- Al-Hayat & Alwasat  (U.K.) Correspondant à Paris (1996 - 2003)
- Éditorialiste à Al Watan Al Arabi (Paris)(1994 - 1996)
- Rédacteur en chef de la revue Tijara wa mal (1990 - 1996), mensuel économique spécialisé édité à Paris
- An Nahar International (Paris)(1980 - 1981)
- Al Watan Al Arabi (Paris) (1977 - 1978)

## Publications
- Le Printemps arabe décodé ; Faces cachées des révoltes (Paris 2011)
- La Négociation, Analyse des théories modernes du comportement d'un négociateur (Paris- 2007)
- Les Médias aujourd'hui, Analyse linguistique de la presse et des théories modernes de communication (Paris- 2005)
- Hariri Assassiné : Le Chaos au Liban (essai) (Paris- 2005)
- Crime au sérail (roman) (Beyrouth – 2000)
- Le cahier bleu : La mémoire de dame Im-Abdul Rahman (essai) (1999)
- L’Art de la Négociation (1997)
- La Communication dans le Négoce International (1996)
- Les Nouveaux Incoterms du Commerce International (1994)
- Le Dictionnaire des Sigles Économiques et Commerciaux (1993)

## Domaine de la japonologie
- - "Rencontre avec un SDF japonais – Les lambeaux d’un rêve", Paris, L’Harmattan, 2017, 196 p. (français)
  - "Le Japon et l’Islam – Un pragmatisme partagé", Paris, La Route de l’Asie – Librairie Avicennes, 2016, 402 pages. (français)
  - “Le Japon et les Arabes”, Paris, Median, 2004, 200p. (français)
  - "Introduction à la Grammaire japonaise", Tokyo, Japan Foundation, 2003, 700 p. (arabe/japonais)
  - "Le Système linguistique japonais “Arib”-" 1998, 200 p. (arabe/japonais)
  - "Le guide du voyageur au Japon"- 1992, 108 p. (arabe/japonais)

## Collections
- Directeur de la collection " La Santé et la Vie" (10 vol.)
- Directeur de la collection "Guide International des Salons" (8 vol.)

Articles spécialisés:
- Le Japon après Fukushima: Les conséquences politiques et économiques, in Enjeux diplomatiques et stratégiques, p.144-152, Paris, Editions Economica, 2012.
- Défaite du Parti libéral démocrate: Au Japon rien n'a changé, in Enjeux diplomatiques et stratégiques, p.101-111, Paris, Editions Economica, 2010.
- Les premiers Japonais convertis à l'islam, in Japon pluriel 7 (Actes du 7° colloque de la SFEJ), p.181-189, Paris, Editions Piquier, 2007.
- Les premiers textes sur les Arabes au Japon, in Japon pluriel 6 (Actes du 6° colloque de la SFEJ), p.281-304, Paris, Editions Piquier, 2005.
- Les premiers textes sur l’islam au Japon, in Études Orientales -CREO, p.23-36, Ed. CREO, Paris, 2005.
- Le Japon, les pays arabes et la diversité culturelle, in Dialogues Diversité culturelle et Mondialisation (Actes du Symposium Diversité culturelle de l’UNESCO), p.109-115, Paris, Unesco, 2004.
- L’Orientalisme au Japon, in Japon pluriel 5 (Actes du 5° colloque de la SFEJ), p.289-300, Paris, Editions Piquier, 2004.

Conférences : 
- Centre d'études diplomatiques et stratégiques C.E.D.S. 2010-2013
- Colloque de la Société Française des Études Japonaises CNRS 2006
- Symposium Diversité culturelle de l’UNESCO- 2005 (Membre du comité d’experts formé par l’Unesco).
- Colloque de la Société Française des Études Japonaises CNRS 2004
- Colloque de la Société Française des Études Japonaises CNRS 2002
- Centre des Conférences de Beyrouth - UEL. 1998
- Conférencier à l’Université Libanaise (1999)
- Institut de Sciences Politiques - Paris 1997